# San Antonio de Guerra
San Antonio de Guerra é um município da República Dominicana pertencente à província de Santo Domingo. Inclui um distrito municipal: Hato Viejo.
Sua população estimada em 2012 era de 102 586 habitantes.